# Долар Британске Колумбије
Долар Британске Колумбије (енгл. British Columbia dollar), је била валута Британске Колумбије између 1865. и 1871. године. Долар је заменила британску фунту по стопи од 1 фунте за 4,866 долара и била је еквивалентна канадском долару, који ју је заменио. Долар је подељен на 100 центи. Нису издати посебни новчићи, а канадски новчићи су били у оптицају.
Долар је већ био усвојен као валута тада одвојене колоније острва Ванкувер 1863. Стога је постао валута уједињене колоније формиране 1866. године.

## Новчанице
Иако је долар тек 1865. године усвојен као званична валута колоније, 1862. године уведене су и новчанице трезора и закупљене новчанице, деноминиране у доларима. Државне новчанице су биле у апоенима од 5, 10 и 25 долара, док су новчанице које је издала Банка Британске Колумбије биле у апоенима од 1, 5, 20, 50 и 100 долара.